# Dunkelstadt
Dunkelstadt (internationaler Titel Darktown) ist eine deutsch-belgische Krimiserie der Regisseurin Asli Özge aus dem Jahr 2020.

## Handlung
Doro Decker ist Privatdetektivin und verdient sich ihr Geld mit der Überführung von untreuen Ehepartnern oder dem Finden von entlaufenen Haustieren. Eigentlich wollte sie Polizistin werden, ist jedoch unfähig, Befehle anzunehmen. Ihre Fähigkeit, Menschen Informationen zu entlocken oder bestimmte Handlungen auszulösen, kommt ihr bei ihren Ermittlungen zugute. An ihrer Seite ermittelt ihr Assistent Adnan.
Bei einer Begegnung von Doro mit einem alten Kollegen ihres Vaters macht dieser seltsame Andeutungen, dass ihr Vater gar nicht im Dienst erschossen wurde. Doro nimmt die Ermittlungen zum Tod ihres Vaters auf und weckt dabei schlafende Hunde.

## Besetzung

### Hauptdarsteller
| Darsteller    | Rolle         | Episoden | Bemerkung |
| ------------- | ------------- | -------- | --- |
| Alina Levshin | Doro Decker   | 1.01–    | Privatdetektivin, die manchmal keine Skrupel hat, eine Grenze zu überschreiten und deren Ermittlungsmethoden teilweise am Rande der Legalität sind. Für ihre Kunden ist sie meist die letzte Hoffnung, da Behörden diesen meist nicht helfen wollen. |
| Rauand Taleb  | Adnan Musa    | 1.01–    | Adnan ist ein schräger Vogel, der im Verlauf der Serie der Assistent von Doro Decker wird. Er hält als gute Seele die Detektei am Laufen. |
| Artjom Gilz   | Chris Lautner | 1.01–    | Kripobeamter, Verbündeter von Doro bei der Polizei, der die Vorschriften manchmal auch nicht zu genau nimmt. |

### Nebendarsteller
| Darsteller         | Rolle           | Episode    |
| ------------------ | --------------- | ---------- |
| Jörg Pintsch       | Rolf Behring    | 1.01, 1.06 |
| Mira Bartuschek    | Sabrina Möncke  | 1.01       |
| Bettina Engelhardt | Mirinda Lorenz  | 1.01, 1.06 |
| Dominik Paul Weber | Krankenpfleger  | 1.03, 1.06 |
| Peter Nottmeier    | Hans Frey       | 1.02       |
| Maximilian Mundt   | Kilian von Rose | 1.03       |
| Bernhard Schütz    | Klaus Gallhofer | 1.04       |
| Idil Üner          | Hanna Röwer     | 1.05       |

## Produktion
Dunkelstadt ist eine deutsch-belgische Koproduktion von Zeitsprung Pictures und der Belgischen Produktionsfirma AT-Prod. Die Dreharbeiten fanden von Mitte April bis Ende Juli 2019 in Antwerpen und Umgebung statt.
Die Serie greift auf Stilelemente des Genres Film noir zurück. Außerdem sind die Gefühle und Gedanken von Doro Decker als Voice-Over zu hören.

## Episodenliste
Die Erstausstrahlung der ersten Staffel fand ab dem 26. Februar 2020 auf ZDFneo statt. Alle Folgen waren ab dem 26. Februar 2020 in der ZDFmediathek abrufbar und seit 1. Dezember 2020 bei Netflix.
| Nr. | Originaltitel   | Erstausstrahlung |
| --- | --------------- | ---------------- |
| 1   | Masken          | 26. Feb. 2020    |
| 2   | Schandfleck     | 4. März 2020     |
| 3   | Blut und Wasser | 11. März 2020    |
| 4   | Der weiße Wal   | 18. März 2020    |
| 5   | Traumfänger     | 25. März 2020    |
| 6   | Schafspelz      | 1. Apr. 2020     |

## Rezeption
Gregor Löcher von fernsehserien.de schreibt in seiner Kritik, dass die einzelnen Fälle in jeder Episode zu viel Raum einnähmen und die horizontale Geschichte, zumindest zu Beginn, zu langsam aufgebaut werde. Die Fallermittlungen seien seiner Meinung nach nicht raffiniert genug konstruiert und erzählten eher eine simple Detektivgeschichte. Er schreibt aber auch, dass Doros Charakter eine Sogwirkung hat, die einen dazu verleite, immer weiterschauen zu wollen.
In der Frankfurter Allgemeinen Zeitung schreibt Heike Hubertz, dass Dunkelstadt durchaus eine moderne Film-noir-Serie sei, aber „allenfalls eine, die einen traurigen Superheldinnen-Clown gefrühstückt und als ironisches Privatdetektiv-Comic-Zitat wieder ausgespuckt hat.“ Auch sie kritisiert, dass der horizontale Handlungsbogen zu wenig Raum einnehme und man beim Schauen das Gefühl habe, als wäre das einzige Ziel, den Fall in 45 kurzweiligen Minuten zu Ende zu bringen.
„Dunkelstadt ist leider nicht sehr dunkel“, schreibt Thomas Gehringer in der Stuttgarter Zeitung; auch er stellt fest, dass die Fälle wenig originell seien. Er bewertet aber positiv, dass die Hauptrolle mit einer coolen jungen Frau und nicht mit einem alten Haudegen besetzt ist.